# Akmena (přítok Šaltuony)
Akmena (žemaitsky Okmena) je řeka v Litvě, v Žemaitsku, pravý přítok řeky Šaltuona. Pramení mezi vesnicemi Fermos a Polai, v okrese Jurbarkas. Teče zprvu na sever, záhy se stáčí prudce na západojihozápad, protéká vesnicemi Fermos, Naujininkai a Steponava a 1,5 km na východ od Eržvilka se vlévá do řeky Šaltuona 18,2 km od jejího ústí do Šešuvisu.

## Přítoky
Tato řeka nemá žádné významnější přítoky.

## Původ názvu
O jazykových souvislostech sledujte část rozcestníku Původ názvu.